# (159629) Brunszvik
(159629) Brunszvik est un astéroïde de la ceinture principale.

## Description
(159629) Brunszvik est un astéroïde de la ceinture principale. Il fut découvert le 16 janvier 2002 à Piszkesteto par Krisztián Sárneczky et Zsuzsanna Heiner. Il présente une orbite caractérisée par un demi-grand axe de 2,31 UA, une excentricité de 0,26 et une inclinaison de 5,7° par rapport à l'écliptique.

## Compléments